# Tulia la Mayor
Tulia la Mayor, hermana de Tulia la Menor, fue hija del rey de Roma Servio Tulio y primera esposa de Tarquino el Soberbio.
Tulia la Mayor fue asesinada por su esposo para casarse con su hermana Tulia la Menor, quien por su parte asesinó simultáneamente a su primer marido, Arrunte Tarquinio.
Lucio Tarquinio y Tulia la Menor después de matar a sus respectivas parejas se casaron sin oposición de Servio Tulio.